# Chutes Huka
Les chutes Huka, en anglais Huka Falls, sont situées sur le fleuve Waikato, en Nouvelle-Zélande, drainant le lac Taupo. Le fleuve, de 100 mètres de largeur, se resserre à seulement 15 mètres dans un canyon gravé dans les sédiments du fond du lac datant de l'éruption Oruanui il y a 26 500 ans.

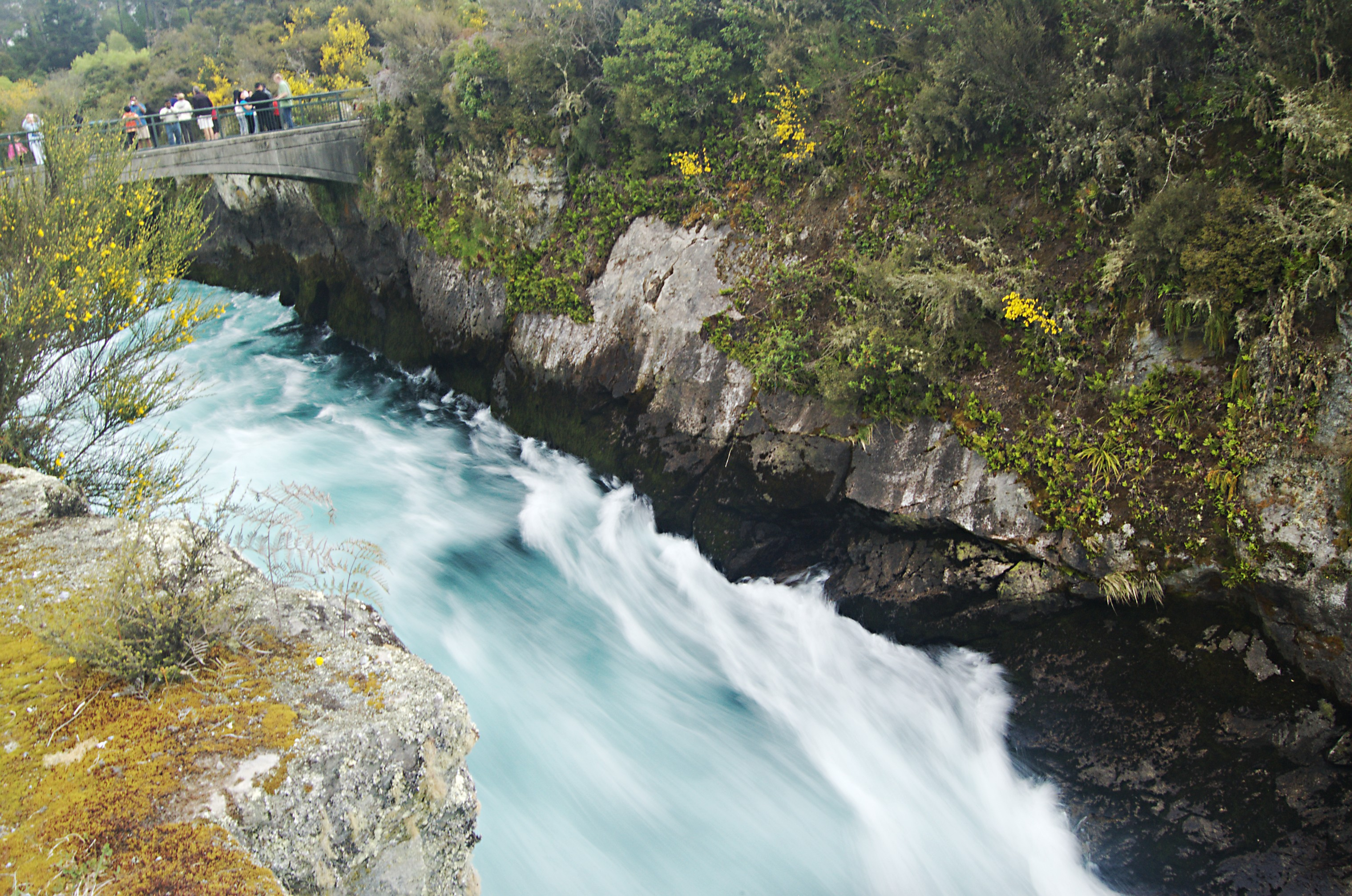
Pont touristique
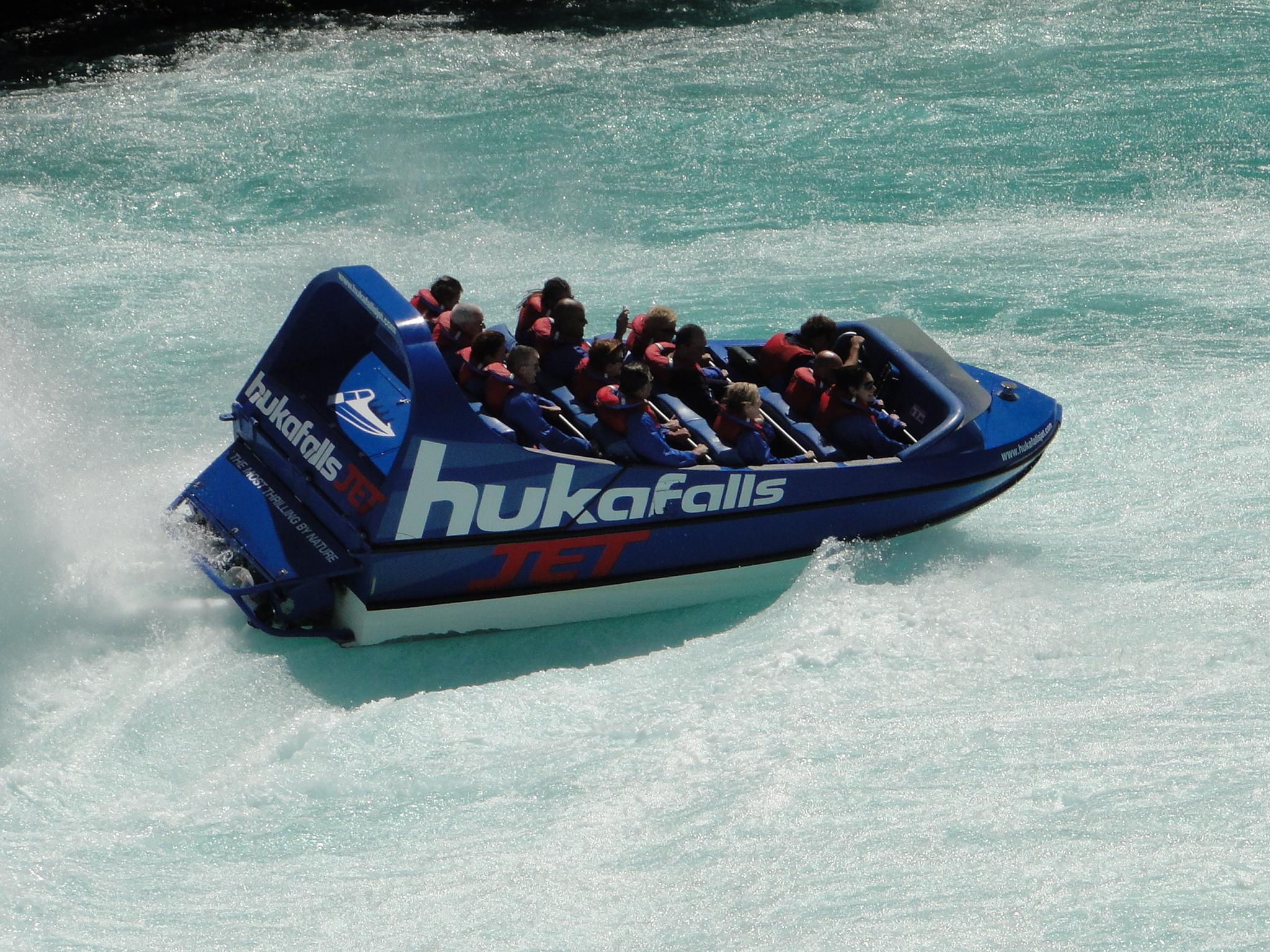
Jetboat
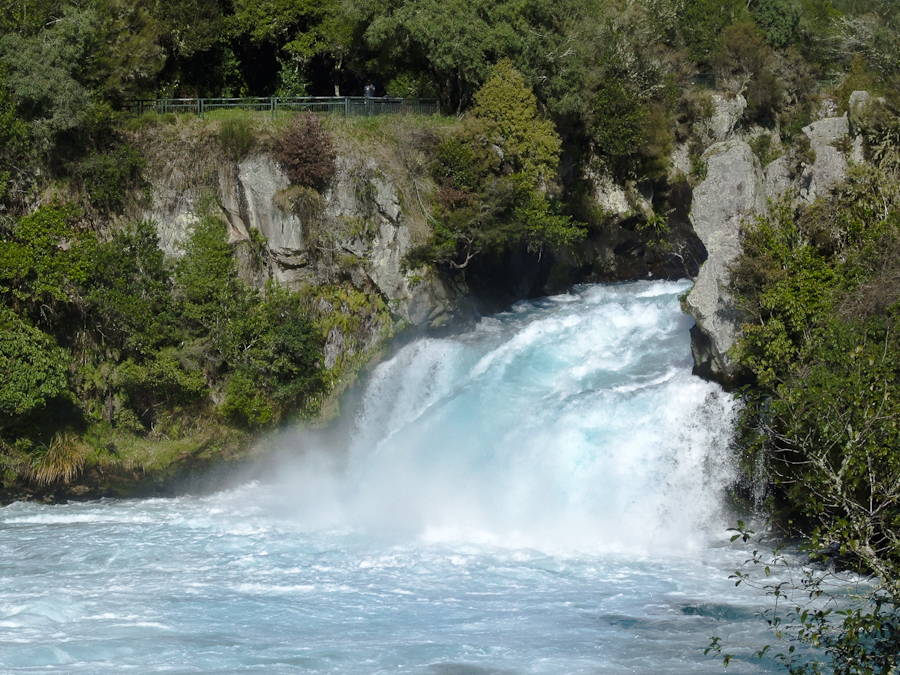
Point d'observation